# 미싱노

미싱노의 모습

미싱노(MissingNo. 또는 MissingNO, 일본어: けつばん 케츠반[*])는 닌텐도의 《포켓몬스터 적·녹》에서 발견되었던 버그 포켓몬이다. “결번 (Missing Number)”을 의미하는 미싱노는 개발자인 게임 프리크가 에러 핸들러로 이용한 것으로, 존재하지 않는 포켓몬의 데이터에 접근을 시도할 경우 나타난다. 프로그램된 세 개의 이벤트가 연속 실행되면 일종의 버그로서 미싱노를 만날 수 있게 된다. 닌텐도가 처음으로 미싱노를 공식적으로 언급한 것은 《닌텐도 파워》의 1999년 5월호를 통해서였다.
미싱노가 나타나면 그래픽 에러가 나타나거나 플레이어의 아이템 메뉴 상의 여섯 번째 아이템이 다중 복제된다. 미싱노는 전략 가이드와 게임 매거진에서 소개되었으며, IGN에서 가장 유명한 게임 버그의 하나로 다룬 바 있다. 포켓몬스터 적·녹 시리즈의 팬들은 미싱노를 게임 설정의 일부로서 합리화하려 했으며, 이러한 소프트웨어 에러의 창의적 활용은 사회학자들의 연구 대상이 되기도 했다.

## 역사
게임 프리크가 개발한 포켓몬 시리즈는 1996년 닌텐도가 일본에서 처음으로 출시하였다. 플레이어는 포켓몬 트레이너 역할을 맡아 포켓몬을 포획하여 훈련시킨다. 플레이어는 각 포켓몬들의 고유 기술을 이용하여 서로 대전시키며,특정 기술들은 게임 내 멀리 떨어져 있는 지역으로 즉시 이동할 수 있게 해 주기도 한다. 게임의 궁극적 목표는 포켓몬을 포획해 진화시키거나, 다른 플레이어와 포켓몬을 교환해 포켓몬 도감을 완성하는 것이다.
미싱노는 플레이어와 만나도록 설계된 공식적인 포켓몬이 아니지만, 《적·녹》의 유럽과 북미 출시판에서 글리치 현상을 통해 조우할 수 있다. 닌텐도 측은 《닌텐도 파워》 1999년 5월호에서 미싱노의 출현에 대해, "미싱노와 접촉할 경우, 미싱노를 포획하지 않더라도 게임 파일이 삭제될 수 있으며, 그래픽 깨짐 현상이 발생할 수 있다”는 경고와 함께 처음으로 공식적으로 언급하였다. 미싱노는 특정 이벤트들이 연속적으로 실행되었을 때 나타나게 된다. 즉, 플레이어가 포켓몬 포획을 위한 튜토리얼을 본 다음, 공중날기를 이용하여 홍련섬으로 이동한 후, 뒤이어 파도타기로 동쪽 해안에 도달하면 미싱노를 만나게 된다. 이 글리치는 2016년 《적·녹》의 닌텐도 3DS 버추얼 콘솔 재발매 버전에서도 삭제되지 않았다. 따라서 플레이어는 여전히 게임 내에서 미싱노를 만날 수 있다.

## 특징
미싱노는 세 개의 연산 이벤트의 결과로서 나타나는 현상이다. 첫 번째 요소는 게임의 랜덤 대전 시스템이다. 플레이어가 야생 포켓몬과 조우할 때 접근하는 데이터 버퍼 내에서 각 지역별 포켓몬에 특정 값을 지정한다. 그러나 홍련섬 동쪽 해안에서는 이 버퍼에 지정된 값이 없기 때문에, 이전에 방문했던 지역의 정보를 대신 사용하게 된다. 두 번째 요소는 튜토리얼이다. 튜토리얼에서는 플레이어의 이름이 데이터 버퍼에 임시로 저장된다. 이 때문에 홍련섬에서 포켓몬을 조우할 때 16진수 값인 플레이어 이름에 엑세스하게 된다. 세 번째 요소는 게임의 에러 처리 시스템에 있다. 실존하는 포켓몬이 아닌 데이터 버퍼 값이 선택되는 경우, 누락된 번호를 의미하는 “미싱노”를 이름으로 한 포켓몬이 나타나게 되는 서브루틴이 구동된다.
야생 포켓몬과 마찬가지로 플레이어는 미싱노로부터 도망치거나 싸울 수 있으며, 미싱노를 포획할 수도 있다. 미싱노를 만나면 플레이어의 아이템 메뉴 상의 여섯 번째 아이템의 수량이 128개로 증가하며, 포켓몬 명예의 전당 갤러리는 영구적 결함을 가지게 된다. 혹은 화면의 움직임이 비정상적으로 나타날 수도 있으며 일시적인 그래픽 깨짐 현상 또한 나타날 수 있는데, 이는 다른 포켓몬의 능력치 통계 페이지를 열거나, 게임기를 리셋함으로써 해결할 수 있다.
포획한 미싱노는 모든 기능을 갖춘 하나의 포켓몬으로서 포켓몬 도감에는 000번으로 표시되며, 일관된 능력치, 타입, 통계 수치 및 울음소리를 보유하게 된다. "새(bird)" 타입은 《적·녹》의 출시 이전 삭제되었음에도 불구하고, 게임 내에서 미싱노는 새 타입과 노멀 타입의 복합 타입을 가진 포켓몬으로 등장한다. 미싱노는 일반적으로 본 문서 최상단에 있는 d 모양의 깨진 그래픽, 또는 투구푸스의 골격, 프테라의 골격, 보라타운 포켓몬타워의 유령 등의 모습을 취하는데, 첫 번째 모습이 가장 유명하고 자주 발생한다.

## 반응

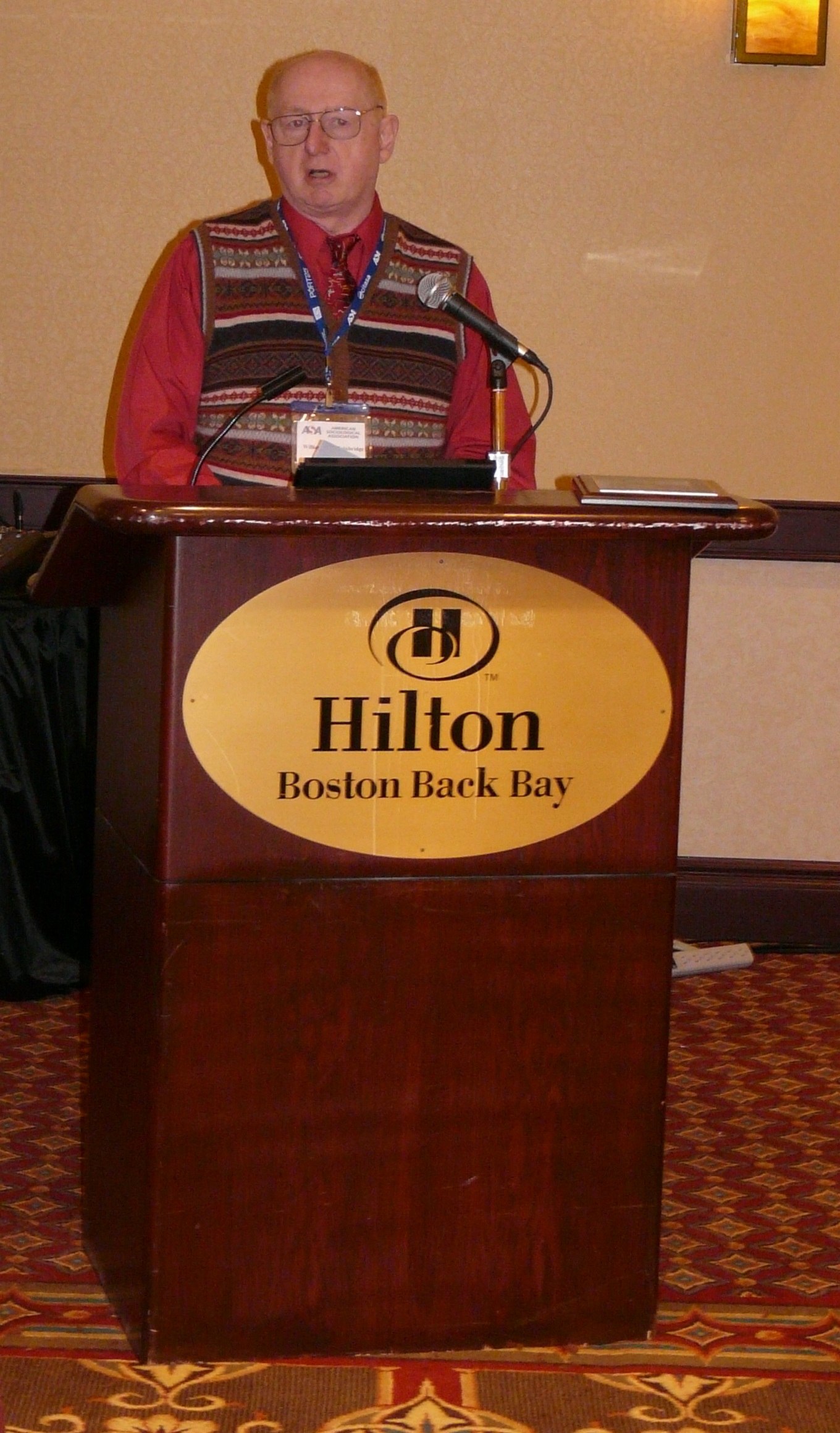
윌리엄 심스 베인브리지

미싱노는 포켓몬 시리즈 중 일부에서만 나타나는 현상이지만 그 영향은 주목할 만하다. 닌텐도 측은 이를 ‘프로그램적인 기벽’(programming quirk)으로 간주하고 경고하고 있으며, 그래픽 깨짐을 해결하기 위해서는 게임을 처음부터 다시 시작해야 함을 강조하고 있다. 닌텐도의 경고에도 불구하고, 미싱노의 긍정적인 측면 때문에 여러 잡지와 게임 가이드에서 미싱노를 만나는 방법을 설명하고 있다. 플레이어 중에는 미싱노를 잡는 팁을 최고 200달러 상당에 판매하려 했던 이들도 있었다. 2009년 IGN에서는 최고의 이스터 에그 리스트에 미싱노를 포함시켰는데, 게임의 희귀 아이템을 복제하는 유용성을 높이 평가하고 있다. IGN은 미싱노에 대해 잠재적으로 게임을 망칠 수도 있는 결함을 레벨업을 위한 손쉬운 방법으로 활용하는 포켓몬 팬들의 일면을 확실히 보여주는 사례로 설명했다. 미싱노는 훗날 포켓몬을 슈퍼 스타급으로 끌어올리는 데에 일조한 ‘잊을 수 없는’ 결함으로 칭해지기도 했다.
미싱노에 대한 플레이어들의 반응은 사회학 연구 주제가 되기도 하였다. 사회학자 윌리엄 심스 베인브리지는 게임 프리크가 “게임 역사상 가장 인기있는 글리치”를 만들어냈다고 하면서 플레이어들의 창의성에 대해 언급했다. 《피카츄 글로벌 어드벤처: 포켓몬의 흥망》(Pikachu's Global Adventure: The Rise and Fall of Pokémon)이라는 책의 저자인 교육학자 줄리언 세프턴그린(Julian Sefton-Green) 교수는 자신의 아들이 미싱노를 일종의 ‘치트’로서 활용하고 있으며 미싱노로 인해 게임에 대한 아들의 시각이 극명하게 바뀌었음을 밝히고 있다. 결과적으로 미싱노와 같은 존재는 게임이라는 ‘봉인된 세계’에 대한 환상을 깨트리고, 본질적으로는 그것이 ‘하나의 컴퓨터 프로그램’이라는 사실을 상기시켜 주었다는 것이다. 《비디오 게임 하기》(Playing with Videogames)라는 책에는 미싱노를 조우하게 된 플레이어들의 심리에 대해 상세하게 다룬 심층 연구 내용이 포함되어 있다. 이 책에 따르면 플레이어들은 미싱노 현상을 서로 비교하고, 발견한 사항을 평가하고, 서로 비평하기도 한다고 한다. 또, 포켓몬 커뮤니티를 통해 팬아트나 팬픽션 형태로 미싱노를 게임 카논화하거나, 일종의 결함인데도 불구하고 인기를 끌고 있는 현상 등은 미싱노만의 독특하고 특별한 사례라 할 수 있다고 밝히고 있다.

## 같이 보기
- 글리치
- 소프트웨어 버그
- 뮤
- 포켓몬스터